# Luis Cabassa
Luis Cabassa (Sori, Génova, Italia, 1799 - San Fernando, Argentina, 16 de octubre de 1867) fue un marino italiano que luchó en la guerra Grande y en la guerra entre la Confederación Argentina y el Estado de Buenos Aires.

## Biografía
Luis Cabassa nació en el pueblo de Sori, Génova (Italia) en 1799, hijo de Juan Bautista Cabassa y Magdalena Cabassa.
Instalado en el Río de la Plata en 841 se puso al servicio de la armada de la Confederación Argentina al mando de Guillermo Brown. Actuó como práctico en el bergantín Americano (Donati) con el que asistió al Combate de Costa Brava.
Ascendido a subteniente integró la escuadrilla que al mando del coronel José María Pinedo transportó por el río Uruguay la expedición que al mando de Manuel Oribe venció en la batalla de Arroyo Grande (1842).
El 29 de septiembre de 1844 su buque fue apresado en el incidente con la fragata norteamericana USS Congress. Ascendido a teniente 2.º fue herido en el ataque a Paysandú del 13 de octubre de 1845 por las fuerzas de Fructuoso Rivera, perdiendo el brazo derecho por lo que sería conocido por el apodo El Manco o El Manco genovés. En la acción comandó a sus tropas al abordaje de la balandra oriental Ituzaingó y consiguió apoderarse de la goleta Pirámide.
En 1846 participó de la lucha por Salto y fue ascendido a capitán de marina. En 1848 comandó la Chacabuco y desde octubre de 1849 a 1850 el bergantín Mayo (ex Porteño), con el que permaneció de guardia en Balizas Interiores.
Tras la caída de Juan Manuel de Rosas permaneció separado del servicio activo hasta que en 1853 pasó a integrar la escuadra de la Confederación Argentina. Al iniciarse el conflicto con el estado de Buenos Aires, Cabassa pasó a Montevideo donde el encargado de negocios de la Confederación Diógenes Urquiza le encomendó el mando del vapor Correo. En poco tiempo logró capturar el bergantín Maipú (capitán Tomás Caili), apresado cerca de Martín García, la 25 de Mayo (capitán La Rosa) capturada en la misma rada del puerto y el vapor La Merced, con dos goletas a remolque, capturado frente a Colonia.
El agente del gobierno de Buenos Aires en Montevideo Carlos Calvo le ofreció por mediación de algunos compatriotas que habían combatido con José Garibaldi la suma de un millón de pesos moneda corriente para traicionar a la Confederación, pero Cabassa puso al tanto del ofrecimiento a Justo José de Urquiza. Aprovechando su amistad con Francisco Cassana, quien trabajaba en la leva de italianos en Montevideo para servir en la Legión Italiana en Buenos Aires a las órdenes de Silvino Olivieri, Cabassa promovió el levantamiento de esa unidad pero sin mayor éxito.
Sin embargo, sus contactos con los mercenarios italianos le valió la desconfianza de Urquiza, quien puso al mando del Correo a Mariano Cordero, mientras que, con menor perspicacia, puso al frente de la escuadra a John Halstead Coe. Tras la victoria nacional en el Combate de Martín García (1853) y cerrado el sitio de Buenos Aires con lo que la derrota del estado rebelde era un hecho, Coe entregó la escuadra nacional por una gran suma de dinero, con el apoyo de varios de sus comandantes.
Si bien Cabassa es mencionado como uno de los oficiales que acompañaron a Coe en su traición, en 1859, reiniciado el conflicto, forma en las filas de la Confederación.
Ese año, al mando del vapor 9 de Julio (el Pinto, adquirido por la sublevación de su tripulación), estuvo al frente de las fuerzas de la Confederación en la Acción naval de San Nicolás de los Arroyos (1859) contra la escuadra porteña que al mando de Antonio Susini evacuaba el ejército rebelde.
En 1860 fue ascendido a coronel efectivo y en 1861 designado jefe del estado mayor de las fuerzas navales nacionales, con insignia en el vapor 9 de Julio, pero tras la derrota en la batalla de Pavón y bloqueados los puertos fluviales por la escuadra porteña al mando de José Murature, en diciembre la escuadra nacional se desarmó y entregó en Paraná mientras Cabassa renunciaba al mando.
En 1862 solicitó el alta en la nueva escuadra nacional y en 1864 fue incorporado a la plana mayor por resolución de Bartolomé Mitre. Falleció en San Fernando (Buenos Aires) el 16 de octubre de 1867. Había casado en primeras nupcias con Salomé Godoy y tras su muerte, el 16 de mayo de 1865 contrajo matrimonio con la italiana Ana Galante, viuda de Juan Rossi.
Uno de sus hijos, el capitán de navío Juan Cabassa, fue también un destacado marino argentino que luchó en la guerra de la Triple Alianza y en la revolución jordanista.